# Звероядина

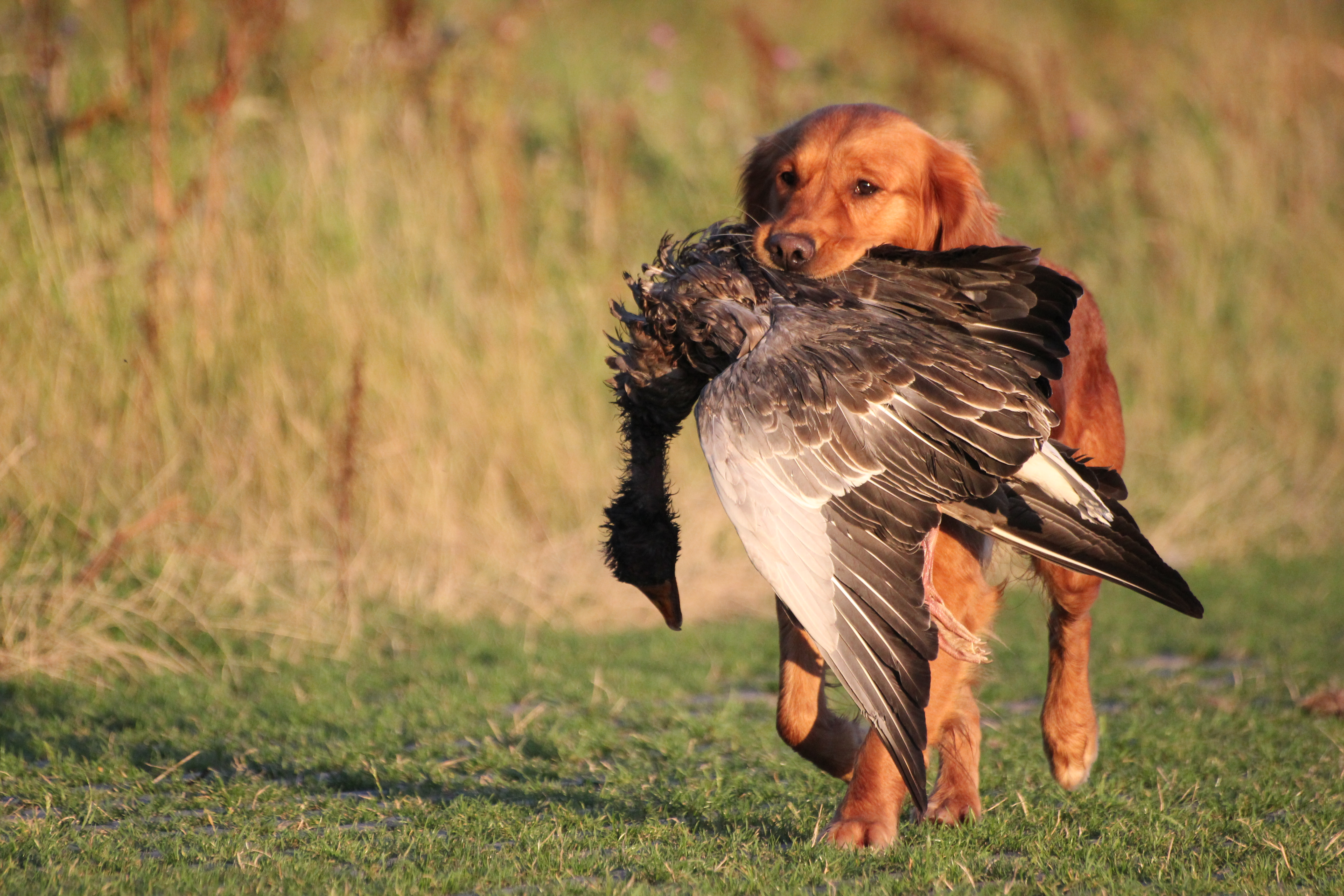
Пример звероядины.

Звероя́дина (др.-евр. טרפה‬; др.-греч. θηριάλωτος; лат. captum a bestia, dilaceratum a bestia, laceratum a bestiis; др.-рус. звѣроꙗдина, звѣроѣдина) — библейский термин, означающий трупное мясо животного, умерщвлённого или изъязвлённого зверем. Примером звероядины является мясо овцы, которую загрыз волк.

В Книге Левит есть прямой запрет на употребление звероядины: 
Мертвечины и звероядины он не должен есть, чтобы не оскверниться этим. Я Господь (Лев. 22:8)
Запрет звероядины повторяется в книгах Ветхого Завета в христианском варианте: Исх. 22:31, Лев. 17:15, Иез. 4:14.
Дьяченко считает, что запрет на звероядину связан с вероятностью болезни хищника бешенством; от которого бешенство перейдёт к растерзанному им животному, а от последнего к человеку.
Во время раскола 1054 года и в последующее время православные ставили в вину католикам разрешение на употребление в пищу звероядины.
Запрет на звероядину изложен в 63 каноне святых апостолов:
Аще кто епископ, или пресвитер, или диакон, или вообще из священнаго чина, будет ясти мясо в крови души его, или звероядину, или мертвечину: да будет извержен. Ибо сие закон запретил (Деян. 15, 29). Аще же сие соделает мирянин: да будет отлучен
Этот запрет со ссылкой на 63 правило повторён в 131 правиле Номоканона при Большом Потребнике:
Иже яст мертвечину, или зверохищное, сиречь волком снедомое, или птицею пораженное, сиречь, или от крагуя или от иныя птицы, или кровь, или удавленину, обретаемая в тенетах, или от тех, яже удавляют латини, священник убо извергается, мирский отлучается, по шестьдесят третьему правилу от святых апостолов, сиречь не причастится лета два, и канон
В православном Требнике существует молитва о скверноядших. К скверноядению относится употребление в пищу звероядины.